# توم سوير (شخصية)

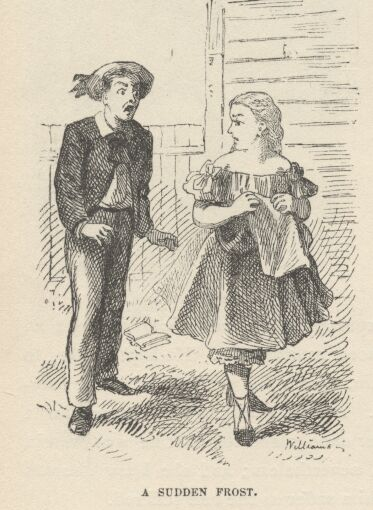
توم وبيكي.

توم سوير (بالإنجليزية: Tom Sawyer)‏ أو طوم سوير أو توماس سوير هو شخصية خيالية ابتكرها الكاتب الأمريكي مارك توين في رواية مغامرات توم سوير (1876). وتظهر هذه الشخصية في ثلاث روايات أخرى للكاتب مارك توين مغامرات هكلبيري فين (1884)، توم سوير في الخارج (1894)، توم سوير، المحقق (1896).
سوير يظهر أيضا في ما لا يقل عن ثلاثة أعمال غير مكتملة للكاتب مارك توين، هاك وتوم بين الهنود، سكول هاوس هيل مؤامرة توم سوير. في حين أن جميع الأعمال الثلاثة غير المكتملة تم نشرها بعد وفاته، إلا أن مؤامرة توم سوير كانت قصة ذات حبكة كاملة، كما تخلى توين عن العملين الآخرين بعد الانتهاء من عدد قليل من الفصول. استوحى توين الشخصية من شبابه واستوحى اسم توم من اسم صديقه توم سوير سبيفي.

## اختيار الشخصية
قد يكون اسم الشخصية الخيالية مستمدًّا من شخص مرح وجذاب يدعى توم سوير تعرف عليه توين في سان فرانسيسكو، كاليفورنيا، بينما كان توين يعمل مراسلًا. قال توين نفسه إن الشخصية نشأت من ثلاثة أشخاص، سًموا فيما بعد على النحو التالي: جون ب. بريجز (الذي توفي عام 1907) وويليام بوين (الذي توفي عام 1893) وتوين؛ ومع ذلك، قام توين لاحقًا بتغيير قصته قائلًا إن سوير قد شُكل بالكامل من مخيلته فقط، ولكن روبرت جرايسمث يقول: «أحب المؤلف العظيم التظاهر بأن شخصياته نشأت تمامًا من عقله الخصب».

## توصيف
توم سوير هو صبي يبلغ من العمر حوالي 12 عامًا، يقيم في مدينة سانت بطرسبرج بولاية ميسوري، في حدود سنة 1845، أفضل أصدقاء توم سوير هم جو هاربر وهكلبيري فين. في مغامرات توم سوير، يفتتن توم بزميلته في الصف بيكي تاتشر لا يتوقف أبدًا عن إثارة إعجابها، وعندما يجد نفسه ضائعًا معها في كهف حيث يكونون قريبين جدًا من الموت، يظهر شجاعة ويفعل كل شيء ممكن ليواسيها في ذلك الموقف. رآها للمرة الأولى بعد أن اعترف بمشاعره لامي لورانس، واحدة من زملائه. يعيش توم مع أخيه غير الشقيق سيد، وابنة عمه ماري بوتير، وخالته الصارمة بولي. لا يوجد ذكر لوالد توم، حيث توفيت أم وأب توم. توم لديه قصة أخرى، سالي فيلبس، الذي يعيش في مكان أبعد بكثير في ولاية ميسيسيبي.
في مغامرات هكلبيري فين توم هو فقط شخصية ثانوية.

## بيئته ومغامراته
نُشرت رواية مغامرات توم سوير في عام 1876. في قصته يجعل مارك توين توم وهاك (هكلبيري فين) شهودا على جريمة قتل. أثناء رغبته في دفن قطة في المقبرة في ليلة صافية يشهد الرفاق مشهدًا غريبًا بين جو الهندي وموف بوتر والطبيب. الثلاثة مشغولون بحفر جثة عندما ينشب قتال. يقوم جو بطعن الطبيب، ثم يترك المسدس في يد بوتر، ثملاً في حالة سكر، ويجعله يعتقد أنه القاتل.
خوفًا من جو الهندي، أقسم توم وهاك بعدم الكشف عن أي شيء عما رأوه، لكنهم يعذبهم ضميرهم، ويجرؤ توم على الإدلاء بشهادته أثناء محاكمة موف بوتر الذي يخاطر بالشنق، ويعين الجاني الحقيقي. لكن جو الهندي يتمكن من الفرار.

## في التلفزيون
الممثلون الذين لعبوا دور توم سوير في التلفزيون:
- جاك بيكفورد (1917).
- غوردون جريفيث (1920).
- جاكي كوجان (1930 و 1931).
- تومي كيلي (1938).
- بيلي كوك (1938).
- جوناثان تايلور توماس (1995) .
- غراي ديلايل (2003 في الوالدان السحريان).
- شين ويست (2003 في فيلم تحالف الخارقين).
- لويس هوفمان (2011، النسخة الألمانية من مغامرات توم سوير).
- جويل كورتني (2014).

## اسم توم سوير
- توم سوير أيلاند هو اسم جزيرة في ديزني لاند بكاليفورنيا وفلوريدا وطوكيو.